# 约兰·林德布卢姆
约兰·林德布卢姆（瑞典語：Göran Lindblom，1956年3月4日—），瑞典男子冰球运动员，1972年开始职业生涯。他曾代表瑞典参加1984年冬季奥林匹克运动会冰球比赛，获得一枚铜牌。